# سلحفاة مسننة
السلحفاة المسننة (الاسم العلمي:†Odontochelys) هي جنس من الزواحف تتبع فصيلة السلاحف المسننة من السلاحف ذات الدرع.

## أنواع السلحفاة المسننة
- سلحفاة مسننة نصف درعية